# Wolverine: Manifest Destiny
Wolverine: Manifest Destiny (рус. Росомаха: Манифест Судьбы) — ограниченная серия комиксов из 4 выпусков, издаваемых компанией Marvel Comics дважды в месяц. Серия была написана писателем Джейсоном Аароном, совместно с художником Стефаном Сеговия и колористом Джоном Раучем. Комикс также является сюжетной линией другого комикса — X-Men: Manifest Destiny (рус. Люди Икс: Манифест Судьбы).

## Сюжет
После того, как к Росомахе вернулась память, он возвращается в китайский квартал Сан-Франциско, для того чтобы разобраться с местными преступниками.

## Критика и отзывы
На сайте агрегаторе рецензий Comic Book Roundup общая оценка комикса составляет 7.4 из 10 на основе 9 рецензий.
Брайан Джоэл из IGN оценил первый выпуск на 7.2 из 10 отметив что не считает первый выпуск «достойным преемником», а также отметив что сама по себе история для первого номера выглядит довольно таки «плоской», однако положительно отметил работу художника Стивена Сеговии, сравнив его стиль и подачу с работами Лейнела Ю.
Однако критик Бен Бергер с сайта Weekly Comic Book Review оценил тот же первый выпуск на оценку D (плохо) отметив что главной проблемой является то, что автор не задал «соответствующий тон» истории в целом.
В обзоре на второй выпуск, рецензист Брайан Джоэл в очередной раз похвалил работу художника, сравнив его работу с тем же Лейнелом Ю и Филлипом Тана.
Тимоти Каллахан из Comic Book Resources оценил третий выпуск положительно отметив его как «дань уважения комиксам и фильмам 1970-х годов» при чтении котрого читатель получает «массу удовольствия».
Последний выпуск также получил положительный отзыв от Брайана Джоэла из IGN в котором он похвалила автора комикса за  интересную историю.

### Товары
Обложка первого выпуска была использована для дизайна компьютерной мыши.

## Собранные издания
| Название                                                | Собранный материал | Дата публикации | ISBN           |
| ------------------------------------------------------- | --- | --------------- | -------------- |
| X-Men: Manifest Destiny                                 | Wolverine: Manifest Destiny #1-4; X-Men Manifest Destiny: Nightcrawler #1, и X-Men: Manifest Destiny #1-5                                      | сентябрь 2009   | 9780785139515  |
| Wolverine от Джейсона Аарона: The Complete Collection 1 | Wolverine (vol. 3) #56, 62–65; сборник из #73–74; Wolverine: Manifest Destiny 1–4; Wolverine: Weapon X 1–5; сборник из Wolverine (vol. 2) #175 | декабрь 2013    | 978-0785185413 |